# Paranoá Esporte Clube
Il Paranoá Esporte Clube, meglio noto come Paranoá, è una società calcistica brasiliana con sede a Paranoá, nel Distretto Federale.

## Storia
Il club è stato fondato il 4 aprile 2000. Il Paranoá ha vinto il Campeonato Brasiliense Segunda Divisão nel 2004. Ha partecipato al Campeonato Brasileiro Série C nel 2005, dove è stato eliminato alla seconda fase dal Londrina.

## Palmarès

### Competizioni statali
- Campeonato Brasiliense Segunda Divisão: 3

2004, 2019, 2021